# Jasenice (Lešná)
Jasenice je vesnice, část obce Lešná v okrese Vsetín. Nachází se asi 2,5 km na východ od Lešné. Je zde evidováno 126 adres. Trvale zde žije 400 obyvatel. V obci se nachází přírodní památka Jasenice, která je tvořena zatopeným vápencovým lomem.
Jasenice leží v katastrálním území Jasenice u Valašského Meziříčí o rozloze 5,55 km2.